# Black as Pitch
Black as Pitch è il quarto album del gruppo thrash metal italiano Necrodeath uscito nel 2001.

## Brani
1. Red as Blood - 3:57
2. Riot of Stars - 2:46
3. Burn and Deny - 2:55
4. Mortal Consequence - 2:56
5. Sacrifice 2K1 - 3:34
6. Process of Violation - 3:20
7. Anagaton - 2:44
8. Killing Time - 2:20
9. Saviors of Hate - 3:24
10. Join the Pain - 2:49
11. Church's Black Book - 8:08

## Componenti
- Flegias - voce
- Peso - batteria
- Claudio - chitarra
- John - basso